# Хуана Белтранка
Хуана од Трастамаре (шп. Juana de Trastamara; Мадрид, 28. фебруар 1462 — Лисабон, 12. април 1530), позната још и као Хуана Белтранка (шп. Juana la Beltraneja), била је кастиљанска принцеза, кћерка Енрикеа IV и Жоане од Португалије. На основу гласина да је краљ Енрике IV био импотентан, с обзиром да није имао порода у свом претходном браку који је трајао 13 година и који је папа Никола V поништио јер се претходно утврдило да се брак све те године уопште није конзумирао, у јавности је одувек постојала јака сумња да је Хуана заиста његова кћерка, што је довело до многих потреса у краљевству, а након његове смрти, и до петогодишњег грађанског рата за престо.
Велики део кастиљанског племства је тврдио да је Хуанин прави отац био заправо племић Белтран де ла Куева, војвода од Албукерка, за кога се сумњало да је краљичин љубавник, а на основу његовог веома брзог успона на двору.
Енрике је прво под притиском племства потписао споразум у ком престо оставља свом брату Алфонсу, а кад је овај напрасно умро, био је присиљен да потпише други споразум у ком као престолонаследницу Кастиље проглашава своју полусестру, Изабелу. Међутим, тај споразум је садржао и клаузулу која је обавезивала Изабелу да се уда само уз Енрикеово одобрење, тако да кад се она тајно венчала са Фернандом II од Арагона, Енрике је сматрао да је уговор прекршен, те је прогласио Хуану својом наследницом. Након његове смрти, разбуктао се грађански рат око престола између Изабелиних и Хуанинин присталица, који се завршио пет година касније, победом Изабеле, која је постала Изабела I од Кастиље.
Са 13 година постала је краљица Португалије — 1475. године удала се за потругалског краља, Алфонса V, што је довело до четворогодишњег португалско-кастиљанског рата у којем је Алфонсо био побеђен (1479) и присиљен да се одрекне брака са Хуаном, а самим тим и на право на кастиљански престо.
Хуана је имала 17 година (1479) када је била присиљена да се повуче у манастир Санта Клара де Коимбра у Португалији, где ће провести остатак свог живота, све до своје смрти 1530.

## Породично стабло
|  |                                                 |  |  |  |  |  |  |  |  |  |  |  |  |  |  |  |
|  | 2. Енрике IV од Кастиље или Белтран де ла Куева |  |  |  |  |  |  |  |  |  |  |  |  |  |  |  |
|  |                                                 |  |  |  |  |  |  |  |  |  |  |  |  |  |  |  |
|  |                                                 |  |  |  |  |  |  |  |  |  |  |  |  |  |  |  |
|  | 1. Хуана Белтранка                              |  |  |  |  |  |  |  |  |  |  |  |  |  |  |  |
|  |                                                 |  |  |  |  |  |  |  |  |  |  |  |  |  |  |  |
|  |                                                 |  |  |  |  |  |  |  |  |  |  |  |  |  |  |  |
|  | 3. Жоана од Португалије                         |  |  |  |  |  |  |  |  |  |  |  |  |  |  |  |
|  |                                                 |  |  |  |  |  |  |  |  |  |  |  |  |  |  |  |
|  |                                                 |  |  |  |  |  |  |  |  |  |  |  |  |  |  |  |